# Buchrain
Buchrain är en ort och kommun i distriktet Luzern-Land i kantonen Luzern, Schweiz. Kommunen har 6 782 invånare (2023).
I kommunen finns också byn Perlen.